# Krilca
Krilca ali aileroni (fr. za majhno krilo) so aerodinamične kontrolne površine za krmiljenje letala po nagibu (okoli vzdolžne osi). Nameščena so na zadnjem robu krila, po navadi na zunanjih delih krila, na akrobatskih letalih lahko tudi po celotnem razponu. Če npr. pilot nagne letalo na levo, se krilce na levi strani premakne navzgor, na desni pa navzdol. 
Krilca naj bi izumil Matthew Piers Watt Boulton  leta 1868, precej pred prvim letom letala bratov Wright.